# Wikispaces
Wikispaces是一家设在旧金山的免费网页寄存服务（有时称作Wiki农场）。于2005年3月成立，于2019年1月31号終止服務。Wikispaces属于Tangient LLC并且是最大的wiki托管商，竞争对手有PBworks、Wetpaint、Wikia和Google Sites（非正式称呼为JotSpot）。
私人的wiki具有高级的能用于商业活动、非盈利组织和教育家的功能以收取年费。截至2008年3月，已有920,000多个注册用户并托管了390,000多个wiki站点。2009年3月这个数字增长到超过220万注册用户和超过900,000个wiki站点Wikispaces还提供超过100,000的高级wiki用于K-12教育。
2010年开始Wikispaces参与合作web 2.0教育平台Glogster EDU。Glogster EDU给Wikispaces服务引入Glog。